# Хайнрих фон Бетинген
Хайнрих фон Бетинген (на немски: Heinrich von Bettingen; † сл. 1234) е благородник от Бетинген в Айфел в Рейнланд-Пфалц.

## Произход и управление
Той е син на Николас фон Бетинген († сл. 1186) и внук на Теобалд фон Бетинген († сл. 1177).
Хайнрих фон Бетинген резидира в замък Бетинген. До края на 18 век Бетинген е главен град на господството със същото име в Херцогство Люксембург.

## Фамилия
Хайнрих фон Бетинген се жени за Матилда. Те имат една дъщеря:
- Ерменгарда фон Бетинген († сл. 1235), омъжена за Хайнрих II фон Керпен (* пр. 1201; † сл. 1235), господар на Мандершайд, родители на:[3]
  - Теодерих II (Дитрих) фон Керпен († сл. 1265)
  - Вилхелм II (Вилекин) фон Мандершайд († сл. 1270)